# ダンソン・ヌメロ・ドス
ダンソン・ヌメロ・ドス（Danzón No. 2）は、
メキシコ人の現代音楽作曲家であるアルトゥロ・マルケスの代表曲で、北米や欧州では、オーケストラでよく演奏されるメキシコ現代音楽の人気楽曲の1つである。

## 概略
ここの項目の主要ソース：
- 演奏時間：約10分
- テーマ：ダンス、ラテンアメリカ、メキシコ音楽、ポピュラー音楽
- 初演：1994年（メキシコ国立自治大学交響楽団）

アルトゥロ・マルケスは、メキシコ国立自治大学の依頼を受けてこの曲を作曲。
作曲のアイデアは、1993年に何度かメキシコ各地を旅した際に、キューバ発祥の音楽とダンスのジャンルで、メキシコにも広まり今でも高齢者を中心に人気のあるダンソン（英語: Danzón）の音楽とダンスに触れたことがキッカケで、色々と研究を始め、その音楽要素を取り込んだオーケストラ曲を創造した。
また、アルトゥロ・マルケスは、メキシコ国立自治大学の依頼を受けて作曲した曲だが、娘のリリーに捧げる曲でもある、と語っている。
ダンソンのダンスの雰囲気や、ノスタルジックなメロディ、ワイルドなリズム等の音楽要素を上手く取り込んだこの楽曲は、メキシコやラテンアメリカのアイデンティティを持つ現代クラシック音楽として、ホセ・パブロ・モンカイヨの幻想曲「ウアパンゴ」等の創作精神の流れを現代に受け継いだ作品とも言える。